# Lesley Hunt
Pour les articles homonymes, voir Hunt.
Lesley Hunt (née le 29 mai 1950 à Perth) est une joueuse de tennis australienne, professionnelle dans les années 1970.
En 1971, elle a été finaliste de l'Open d'Australie en double dames avec Joy Emerson (défaite contre Goolagong-Smith Court).